# Айхкирхен
Айхкирхен (нем. Aichkirchen) — коммуна (нем. Gemeinde) в Австрии, в федеральной земле Верхняя Австрия.
Входит в состав округа Вельс.  Население составляет 494 человека (на 31 декабря 2005 года). Занимает площадь 7 км². Официальный код  —  41801.

## Политическая ситуация
Бургомистр коммуны — Георг Хайдер (АНП) по результатам выборов 2003 года.
Совет представителей коммуны (нем. Gemeinderat) состоит из 13 мест.
- АНП занимает 9 мест.
- СДПА занимает 2 места.
- АПС занимает 2 места.